# Добродетельная шлюха (фильм)
«Добродетельная шлюха» (фр. La Putain respectueuse, вариант перевода «Почтительная проститутка», «Почтительная потаскушка») — французский кинофильм 1952 года, снятый по пьесе Жан-Поля Сартра «La Putain respectueuse» (1946). Один из авторов сценария — теоретик «новой волны» Александр Астрюк, композитор — Жорж Орик, в роли второго плана — Луи де Фюнес.

## Сюжет
Фред, племянник сенатора, совершил убийство в поезде. К несчастью для него, это событие видели двое: нью-йоркская проститутка Лиззи Мак-Кей и «цветной» Сидни. Фред решил обольстить Лиззи, чтобы она дала показания, будто Сидни пытался её изнасиловать. Дядя-сенатор тоже оказывает на неё давление. После мучительных колебаний Лиззи согласилась, но Сидни, который очень близок к линчеванию, нашёл убежище в её доме.